# S Lupi
S Lupi är en pulserande variabel av Mira Ceti-typ i stjärnbilden Vargen. 
Stjärnan varierar mellan magnitud +7,8 och 15,5 med en period av 348 dygn.